# Gernot Wolfgruber

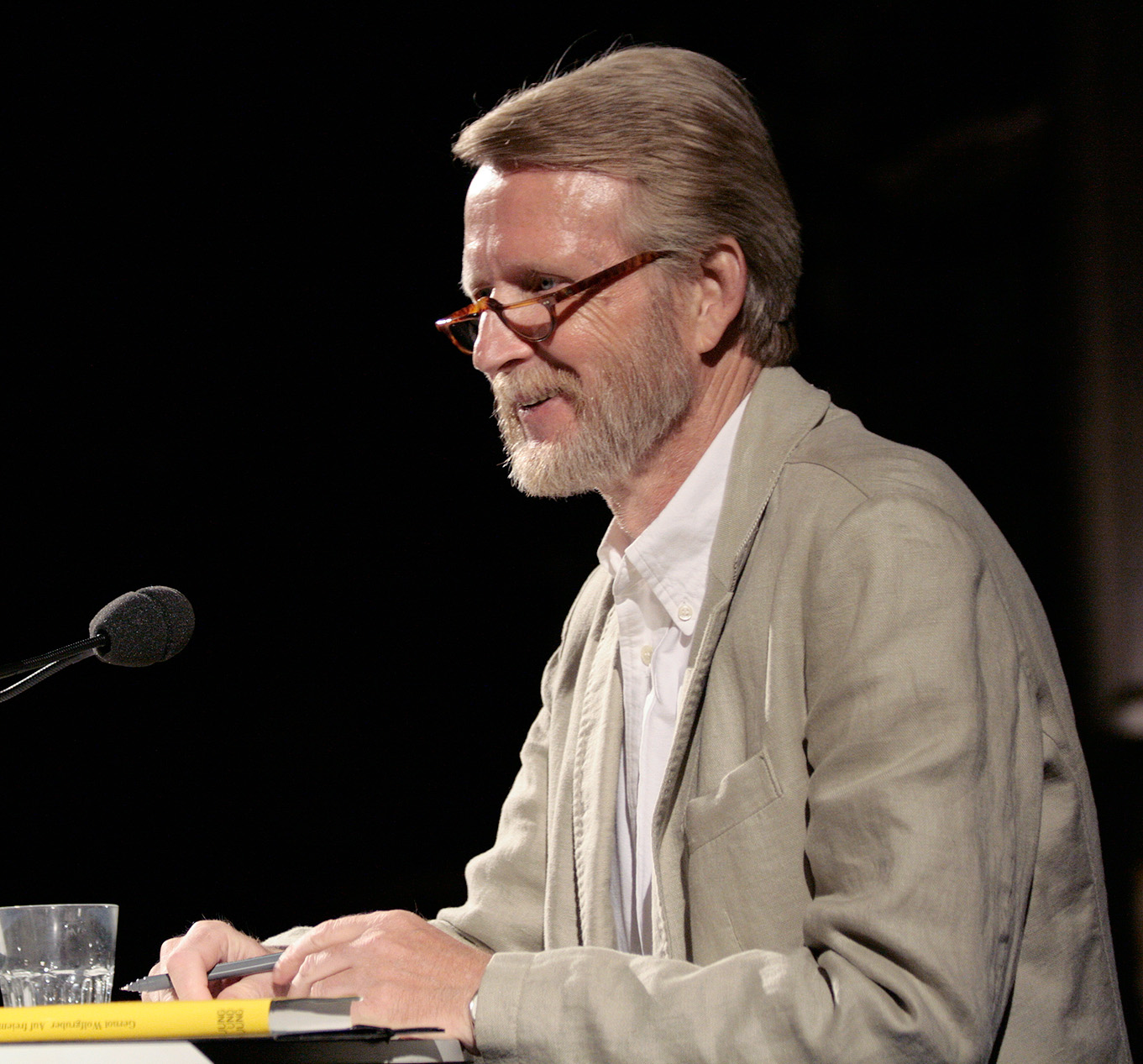
Gernot Wolfgruber (Wien, O-Töne 2009)

Gernot Wolfgruber (* 20. Dezember 1944 in Gmünd, Niederösterreich) ist ein österreichischer Schriftsteller.

## Leben
Gernot Wolfgruber absolvierte nach dem Besuch der Hauptschule eine Lehre; anschließend war er als Hilfsarbeiter in wechselnden Berufen tätig, zuletzt als Programmierer. 1968 legte er seine Matura als Externer ab und studierte bis 1974 Publizistik und Politikwissenschaft an der Universität Wien. Seit 1975 lebt er als freier Schriftsteller in Wien.
Wolfgruber wurde bekannt durch seine autobiografischen Entwicklungsromane, die zugleich Anti-Heimatromane sind. In ihnen schildert der Autor auf bedrückende Weise die perspektivlose Existenz von Arbeitern und kleinen Angestellten in der österreichischen Provinz. Die Neue Zürcher Zeitung nannte Herrenjahre, erschienen 1976 und einer der erfolgreichsten Texte Wolfgrubers, „eine unmittelbare, menschliche Erfahrung“.
Gernot Wolfgruber war Mitglied der Grazer Autorenversammlung.
In der Grazer Literaturzeitschrift manuskripte veröffentlichte Wolfgruber im September 1997 einen langen Text mit dem Titel „Wie warten. Immer“ – versehen mit dem Hinweis, dass es sich um einen Ausschnitt „aus einem Roman in Arbeit“ handle. 1998 veröffentlichte Wolfgruber in der zweiten Nummer der Wiener Literaturzeitschrift Kolik den Text „Mit weit weggestreckter Hand“, der ebenfalls als Ausschnitt „aus einem in Arbeit befindlichen Roman“ gekennzeichnet ist.
„Man kann schreiben, ohne zu publizieren. […] Vom Schreiben kann in Österreich niemand leben.“ (Gernot Wolfgruber, 2004)

## Auszeichnungen
- 1975 Theodor-Körner-Preis
- 1984 Elias-Canetti-Stipendium
- 1989 Österreichischer Würdigungspreis für Literatur

## Werke
- Auf freiem Fuß, Salzburg 1975; Neuauflage 2009
- Herrenjahre, Salzburg 1976 (1983 verfilmt von Axel Corti, dafür erhielten Corti und Wolfgruber 1985 den Sonderpreis des Kultusministers von Nordrhein-Westfalen beim Adolf-Grimme-Preis)
- Drehbuch zum Film Der Einstand, 1977
- Der Jagdgast, Salzburg [u. a.] 1978
- Niemandsland, Salzburg [u. a.] 1978 (1981 verfilmt von Dieter Berner)
- Ankunftsversuch, Pfaffenweiler 1979 (zusammen mit Christine Lichthardt)
- Verlauf eines Sommers, Salzburg [u. a.] 1981
- Wiener Schnitzel oder High noon, Baden 1981 (zusammen mit Helmut Zenker)
- Die Nähe der Sonne, Residenz-Verlag, Wien, Salzburg 1985; dtv Taschenbuch 1991